# فورد اتوسان
فورد اتوسان (به انگلیسی: Ford Otosan) شرکت خودروسازی ترکیه‌ای است، که سهام آن به‌طور مشترک در اختیار شرکت خودروسازی فورد و شرکت خوشه‌ای کوچ هولدینگ قرار دارد.
شرکت فورد اتوسان در سال ۱۹۵۹ از مشارکت انتفاعی شرکت‌های فورد (به‌عنوان پشتیبان فنی) و شرکت ترکیه‌ای کوچ هولدینگ (به‌عنوان سرمایه‌گذار) تأسیس شد و در حال حاضر دارای ۴ کارخانه تولید و مونتاژ خودرو در کشور ترکیه می‌باشد.
دفتر و کارخانه مرکزی این شرکت در شهر گولجوک، ترکیه قرار دارد و بخشی از سهام آن در بازار بورس استانبول معامله می‌شود.